# Malagassische ariary
De ariary is de munteenheid van Madagaskar. Eén ariary is vijf iraimbilanja. De naam ariary is afgeleid van een 17e-eeuwse munteenheid bestaande uit 720 variraiventy; een variraiventy was een stuk zilver met het gewicht van een rijstkorrel.
De volgende munten worden gebruikt: 1/5, 2/5, 1, 2, 4, 5, 10, 20 en 50 ariary. Het papiergeld is beschikbaar in 100, 200, 500, 1000, 2000, 5000, 10.000 en 20.000 ariary. Oudere bankbiljetten als 50 MGF (Malagassische frank) (10 ariary), 100 MGF (20 ariary), 500 MGF (100 ariary), 1000 MGF (200 ariary), 2500 MGF (500 ariary) en 5000 MGF (1000 ariary) zijn ook in omloop.
De munteenheid lost tussen 2003 en 2009 de Malagassische frank (MGF) af, die overigens tot dan geldig betaalmiddel blijft.

## Geschiedenis
In de tijd dat het land een protectoraat van Frankrijk was, werd de Franse frank (FRG) gebruikt, die officiële munteenheid was van 1900 tot 1928. Voor de Franse frank werd de Spaanse piaster gebruikt, echter de invloed hiervan werd steeds minder, hoewel ze tijdelijk naast elkaar werden gebruikt. De Malagassische frank werd ingevoerd in 1925.
Toen de Comoren werden afgescheiden van Madagaskar werd de Madagaskar Comorense frank CFA (XMCF) ingevoerd in 1945. Na de onafhankelijkheid van het land werd de CFA-frank verder gebruikt tot 1963 toen de ariary als rekeneenheid binnen de Malagassische frank werd geïntroduceerd. De ariary was gelijk aan 5 frank (MGF). Vanaf 2003 werd begonnen de ariary dan als munteenheid werkelijk in te voeren, maar tot op heden wordt in verschillende kleine dorpen door handelaren op straat nog steeds gesproken over de MGF.